# Wohl dem, der sich auf seinen Gott
Wohl dem, der sich auf seinen Gott, (Heureux qui peut s’en remettre à son Dieu) (BWV139) est une cantate religieuse de Johann Sebastian Bach composée à Leipzig en 1724 pour le vingt-troisième dimanche après la Trinité qui tombait cette année le 12 novembre.

## Histoire et livret
Bach compose cette cantate chorale au cours de sa deuxième année à Leipzig pour le vingt-troisième dimanche après la Trinité. Pour cette destination liturgique, deux autres cantates ont franchi le seuil de la postérité : les BWV 52 et 163. Les lectures prescrites pour ce dimanche sont tirées de l'épître aux Philippiens, « Notre conversation est dans les cieux » (3:17–2), et de l'évangile selon Matthieu, la question du paiement des impôts, à laquelle est répondu « rendez à César ... » (22:15–22). La cantate est basée sur le cantique en cinq strophes de Johann Christoph Rube (1692). Elle est chantée sur la mélodie Machs mit mir, Gott, nach deiner Güt de Johann Hermann Schein (1628), imprimée dans le « Trostliedlein a 5.Vber seligen Hintritt der Frawen Margariten, Des Herrn Caspar Werners Eheliche Hausfrawen » à Leipzig en 1628. Un poète inconnu garde la première et la dernière strophe comme 1er et 6e mouvements de la cantate. Il dérive les mouvements intérieurs des strophes intérieures comme séquence alternée d'arias et de récitatifs. Il fonde le 2e mouvement sur la deuxième strophe, les 4e et 5e mouvements sur les strophes 3 et 4, et insère le 3e mouvement, basé sur l’évangile. Selon Hans-Joachim Schulze dans Die Welt der Bach-Kantaten (vol. 3), Andreas Stöbel, ancien co-recteur de la Thomasschule zu Leipzig est le probable auteur des textes de la cantate chorale puisqu'il a les connaissances théologiques nécessaires, et que Bach arrête la séquence cantate quelques semaines après sa mort, le 31 janvier 1725.
Bach inaugure la cantate le 12 novembre 1724. Il la dirige de nouveau entre 1732 et 1735, et entre 1744 et 1747. Pour le deuxième mouvement, la partie d'un violon obbligato existe encore, mais il manque la partie d'un second instrument obligé, peut-être un second violon ou un hautbois d'amour,.

## Structure et instrumentation
La cantate est écrite pour deux hautbois d'amour, deux violons, alto, basse continue, quatre solistes vocaux (soprano, alto, ténor, basse) et chœur à quatre voix.
Il y a six mouvements :
1. chœur : Wohl dem, der sich auf seinen Gott
2. aria : Gott ist mein Freund; was hilft das Toben, ténor
3. récitatif : Der Heiland sendet ja die Seinen, alto
4. aria : Das Unglück schlägt auf allen Seiten, basse
5. récitatif : Ja, trag ich gleich den größten Feind in mir, soprano
6. chœur : Dahero Trotz der Höllen Heer!

## Musique
Le chœur d'ouverture est une fantaisie chorale. Les cordes et les deux hautbois d'amour jouent une musique concertante à laquelle répond la soprano en cantus firmus et les voix plus basses interprètent le texte qui évoque la « confiance enfantine du vrai croyant » dans la première section, « tous les diables » dans la deuxième et « il n'en reste pas moins en paix » dans la troisième. La tonalité est en mi majeur, clef « assez rare » à l'époque de Bach, comme le note Julian Mincham, qui observe que seulement environ un tiers des cantates chorales de Bach commencent dans une tonalité majeure, et seulement deux en mi majeur, l'autre étant Liebster Gott, wenn werd ich sterben? BWV 8, « rêverie sur la mort et le deuil et l'une de ses œuvres les plus personnelles ».
Dans l'aria du ténor dans le deuxième mouvement, le motif du premier vers Gott ist mein Freund (« Dieu est mon ami ») apparaît à maintes reprises dans la voix et les instruments. La voix est « plus sinueuse » lorsque les ennemis font rage et que les « persifleurs », ceux qui se moquent et ridiculisent sont mentionnés.
Dans le quatrième mouvement, une aria de basse avec violon solo et hautbois d'amour à l'unisson, Bach change en douceur d'une forte musique doublement pointée en « la plus nonchalante texture imaginable » dans une mesure en 6/8 pour illustrer le texte « mais une main secourable apparaît soudainement », comparé par John Eliot Gardiner à « la main tendue de Dieu peinte par Michel-Ange dans la chapelle Sixtine ».

## Source
- (en) Cet article est partiellement ou en totalité issu de l’article de Wikipédia en anglais intitulé « Wohl dem, der sich auf seinen Gott » (voir la liste des auteurs).